# 아사카와번
아사카와 번(일본어: 浅川藩 아사카와한[*])은 일본 에도 시대에 있던 번으로, 시라카와번의 지번에 해당한다. 지금의 후쿠시마현 이시카와군 이시카와 정에 위치했으며, 번청은 아사카와 진야였다.

## 번의 역사
1662년, 이시카와번과 마찬가지로, 시라카와 번주 혼다 다다요시의 셋째 아들이 혼다 다다모치가 아버지로부터 1만 석 영지를 분봉받아 번이 성립되었다. 다다모치의 뒤를 이은 혼다 다다하루가 1681년에 미카와국 이보 번으로 전봉되면서 아사카와 번은 폐지되었다.

## 역대 번주
1. 혼다 다다모치(本多忠以) 재위 1662년 ~ 1664년
2. 혼다 다다하루(本多忠晴) 재위 1664년 ~ 1681년

## 같이 보기
- 시라카와번
- 이시카와번